# Bundung
Bundung (Namensvariante: Bununka Kunda oder Bundungka Kunda) ist ein Ortsteil der Gemeinde Kanifing (englisch Kanifing Municipal) im westafrikanischen Staat Gambia. Es besteht aus den Teilen Bundung Six Junction und Bundung Borehole.
Der Ortsteil liegt im südlichen Zentrum der Gemeinde und gehört zum Ort Serekunda. Bei der Volkszählung von 1993 wurde Bundung als eigener Ort (Bununka Kunda) mit 41.369 Einwohnern gelistet.